# Якоб III фон Флекенщайн
Якоб III фон Флекенщайн (на немски: Jakob III von Fleckenstein; * пр. 1505; † 2 декември или 8 декември 1526) от благородническата фамилия Флекенщайн до северните Вогези в Елзас, е господар на Нидерщайнбах-Пфафенхофен, шериф на Гермерсхайм.

## Произход
Той е син на Якоб II фон Флекенщайн († 1514) и съпругата му Вероника фон Андлау († 1496), дъщеря на Лазарус I фон Андлау († 1494/1495) и Юдит фон Рамщайн († 1495). Брат е на Барбара фон Флекенщайн († сл. 1535), омъжена 1490 г. за фрайхер Хайнрих фон Флекенщайн-Дагщул († 1535), на Хайнрих XVII фон Флекенщайн († сл. 1517) и на фрайхер Лудвиг фон Флекенщайн († 1541), женен за Урсула фон Ингелхайм († 24 февруари 1538), която е сестра на бъдещата му съпруга Барбара фон Ингелхайм.
Якоб III фон Флекенщайн умира на 2 декември 1526 г. и е погребан в Зулц.

## Фамилия
Якоб III фон Флекенщайн се жени за Барбара фон Ингелхайм († 8 декември 1526), дъщеря на рицар Йохан фон Ингелхайм († 1517) и Маргарета фон Хандшухсхайм († 1500/1509), дъщеря на Дам I Хандшухсхайм († 1497). Те имат четири деца:
- Филип фон Флекенщайн (* пр. 1527; † 1551), женен за Мария Якоба Екбрехт фон Дюркхайм († сл. 1572)
- Якоб IV фон Флекенщайн (* пр. 1527; † 1553), женен за Гертруд Кемерер фон Вормс († сл. 1553)
- Урсула фон Флекенщайн († сл. 1535), омъжена за Дам II фон Хандшухсхайм († 1546)
- Маргарета фон Флекенщайн († 16 август 1560), омъжена I. за Лудвиг Кемерер фон Вормс, II. на 18 ноември 1539 г. за Георг фон Кронберг байлиф на Гернхайм († 30 декември 1542)

## Галерия
- Замък Флекенщайн
- Останки от замък Флекенщайн
- Дворецът в Гермерсхайм (1645)